# Ischiolepta barberi
Ischiolepta barberi är en tvåvingeart som beskrevs av Han och Marshall 1992. Ischiolepta barberi ingår i släktet Ischiolepta och familjen hoppflugor.
Artens utbredningsområde är Ontario. Inga underarter finns listade i Catalogue of Life.